# پلینسبرو سنتر (نیوجرسی)
پلینسبرو سنتر (به انگلیسی: Plainsboro Center) یک منطقهٔ مسکونی در ایالات متحده آمریکا است که در پلینسبورو، نیوجرسی واقع شده‌است. پلینسبرو سنتر ۱٫۹۷۵ کیلومتر مربع مساحت و ۲٬۷۱۲ نفر جمعیت دارد و ۲۲ متر بالاتر از سطح دریا واقع شده‌است.